# رؤیاهای سکس
«رویاهای سکسی» ترانه‌ای از هنرمند اهل ایالات متحده آمریکا لیدی گاگا است. این ترانه در آلبوم آرت‌پاپ قرار داشت.